# Estigmene perima
Estigmene perima là một loài bướm đêm thuộc phân họ Arctiinae, họ Erebidae.